# Guglielmo I di Sicilia
(David Abulafia)
Guglielmo I di Sicilia, detto il Malo (Palermo o Monreale, 1121 circa – Palermo, 7 maggio 1166), discendente degli Altavilla, è stato re di Sicilia dal 1154 al 1166.

## Biografia

### I primi anni

Regno di Sicilia, 1154.

Quarto figlio di Ruggero II e di Elvira di Castiglia, Guglielmo era stato creato principe di Taranto nel 1139 dopo la morte del fratello Tancredi, principe di Capua e duca di Napoli nel 1144 dopo la morte del fratello Alfonso e duca di Puglia nel 1149 alla morte del fratello maggiore Ruggero.
Nel 1151 fu coreggente e quindi re di Sicilia alla morte del padre nel 1154. Successe direttamente al padre essendo morti i suoi fratelli maggiori.
Cresciuto ed educato nella sfarzosa corte di Palermo, subì moltissimo l'influenza della cultura araba diffusa nell'isola e, una volta salito al trono, aggiunse alle sue titolature anche il laqab arabo di al-mustaʿizz bi-llāh («che invoca il potere a Dio»). Non rinunciò a dedicarsi alle delizie e agli agi di cui poteva disporre e trascurò così le cose del Regno, affidandone la gestione a persone di fiducia: tra queste Maione di Bari che egli nominò amiratus amiratorum (emiro degli emiri), una specie di Primo ministro plenipotenziario.
Dovette però presto affrontare una difficile situazione politica a causa della minaccia dell'Impero germanico, portata dal Barbarossa, di quella dell'impero di Bisanzio portata da Manuele I Comneno e da quella del papato retto da Adriano IV. All'interno dovette anche affrontare le insidie dei baroni avversi all'assolutismo stabilito da Ruggero II.
Probabilmente debilitato da una malattia (o forse, come sostengono i suoi detrattori, distratto dalle mollezze di corte), trascurò inizialmente i pericoli e le minacce portate al suo regno.

### La rivolta filobizantina (1155-1158)

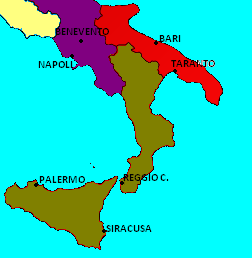
Le conquiste bizantine in rosso, le conquiste del Papa in viola e il Regno di Sicilia in verde (1156).

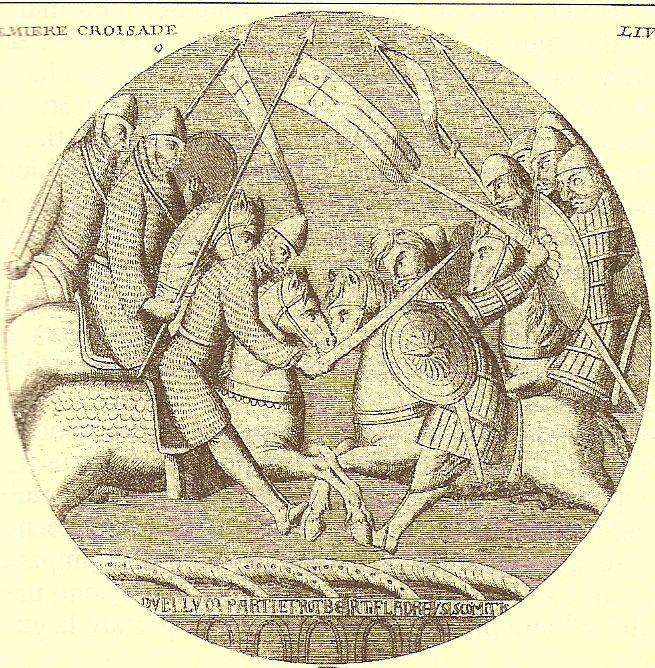
Cavalieri Normanni del Regno di Sicilia (nella parte sinistra dell'illustrazione) con indosso il caratteristico elmo Normanno.

Ai primi del 1155 a Manuele Comneno arrivò notizia che i baroni di Puglia, che non avevano mai visto di buon occhio gli Altavilla, avevano intenzione di ribellarsi al re normanno. Quindi l'imperatore spedì in Italia i suoi due migliori generali: Michele Paleologo e Giovanni Ducas con la missione di mettersi in contatto con i baroni pugliesi e con Federico Barbarossa: questi si trovava ad Ancona ed era disposto a schierarsi coi bizantini, ma i suoi baroni si rifiutavano di continuare la campagna in Italia a causa del clima assai caldo e di varie malattie che avevano fiaccato le truppe. Manuele non si disperò. La rivolta contro gli Altavilla si stava allargando a tutto il sud Italia. Verso la fine dell'estate del 1155 il conte Roberto di Loritello, a capo della rivolta, incontrò a Vieste Michele Paleologo. I due strinsero un rapido accordo: i nobili che si erano rivoltati agli Altavilla avrebbero goduto di vantaggi economici e di potere a Costantinopoli, e il Regno di Sicilia sarebbe tornato a far parte dell'Impero bizantino. Dopo questo accordo i bizantini si unirono agli eserciti dei baroni pugliesi, pronti ad attaccare. La prima tappa fu Bari che si arrese velocemente: il castello regio fu sprezzantemente distrutto dai baresi. L'esercito siciliano di re Guglielmo fu decimato nei pressi di Andria.

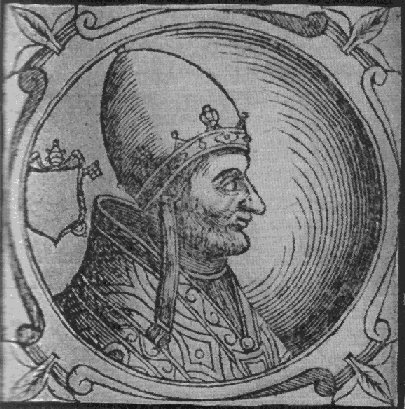
Papa Adriano IV, che sostenne la rivolta antinormanna.

Papa Adriano IV seguiva soddisfatto il procedere dei bizantini nel Regno di Sicilia, poiché preferiva assai più come confinanti i bizantini piuttosto che gli Altavilla, pensando di poter estendere più facilmente i confini dello Stato Pontificio. Le trattative per unirsi in guerra ai bizantini contro il Regno di Sicilia furono avviate verso la fine dell'estate del 1155; il Papa arruolò a tal fine mercenari campani e il 29 settembre 1155 il Papa si mise in marcia col suo esercito. In pochissimo tempo i bizantini ed il Papa conquistarono tutta la Puglia e la Campania.
Se la campagna in Italia fosse continuata con tale intensità, i bizantini avrebbero annientato gli Altavilla e riconquistato tutto il sud Italia. Ma Guglielmo non si era ancora rassegnato: ristabilitosi dalla malattia, riorganizzò il suo esercito e lo affidò al connestabile Guglielmo Fiammingo, giustiziere di terra d'Otranto. Ai primi del 1156 Guglielmo attraversò lo stretto con le sue forze terrestri mentre la sua flotta puntava su Brindisi, dove i bizantini stavano assediando la città.
Quando si sparse la notizia che Guglielmo stava avanzando, qualche barone della Puglia scappò con i suoi uomini e i mercenari campani scelsero il momento più difficile della campagna per chiedere il raddoppio dello stipendio: quando questi ricevettero una risposta negativa disertarono in massa. Anche Roberto di Loritello disertò, mentre Michele Paleologo era già morto in battaglia. Giovanni Ducas si trovò, con un esercito drasticamente ridotto, ad affrontare un esercito molto più numeroso del suo. Fu sconfitto e fatto prigioniero con i suoi bizantini e i ribelli normanni che non avevano disertato. La città di Brindisi fu bloccata da terra e dal mare per quaranta giorni, fino a quando, grazie anche all'intervento dei cittadini esasperati, aprì le porte ai normanni (28 maggio 1156).

Le navi dei bizantini furono catturate con le grandi quantità d'oro ed argento conquistate. Con una sola battaglia persa per i bizantini, tutto quello che era stato fatto in un anno fu vanificato. Guglielmo ebbe pietà dei prigionieri bizantini ma non dei suoi sudditi ribelli. I mercenari normanni furono uccisi perché avevano tradito la loro patria, Brindisi fu risparmiata per la sua efficace resistenza e Bari fu rasa al suolo compresa la cattedrale. Fu risparmiata solo la Basilica di San Nicola e gli abitanti ebbero in tutto due giorni per mettersi in salvo con i propri averi. Le altre città della Puglia furono punite duramente, anche se non con l'asprezza di Bari.
Si giunse all'accordo di Benevento (18 giugno 1156), grazie al quale Guglielmo ottenne l'incoronazione ufficiale da parte del papa Adriano IV (novembre 1156).
Manuele si convinse che era molto meglio trovare un accordo con re Guglielmo e inviò alla corte di Palermo Alessio Axuch, figlio del suo Gran Domestico Giovanni Axuch. Ufficialmente aveva l'incarico di prendere contatto con eventuali ribelli, di reclutare mercenari e di soffiare sul fuoco dei tumulti; ma contemporaneamente i suoi ordini erano di contrattare la pace con Guglielmo. Questo perché quanto maggiori fossero state le difficoltà per Guglielmo, tanto più Costantinopoli sarebbe stata avvantaggiata nelle trattative. Alessio condusse in porto le sue due missioni facilmente. Due mesi dopo il suo arrivo, Roberto di Loritello saccheggiò la Sicilia, mentre una grossa banda di briganti conquistava Capua per poi arrivare a Montecassino. Il 6 gennaio del 1158 i briganti riuscirono a sconfiggere un esercito degli Altavilla in uno scontro corpo a corpo. Ma nel frattempo Guglielmo riportava un clamoroso successo navale nel mare Egeo, convincendo Manuele Comneno a concludere una pace segreta (primavera 1158).
I baroni normanni ribelli, che di punto in bianco si trovavano senza più finanziamenti da parte dell'Impero bizantino, si videro costretti ad abbandonare le conquiste fatte e a cercare un signore più affidabile.

### La rivolta del Bonello (1160-1161)

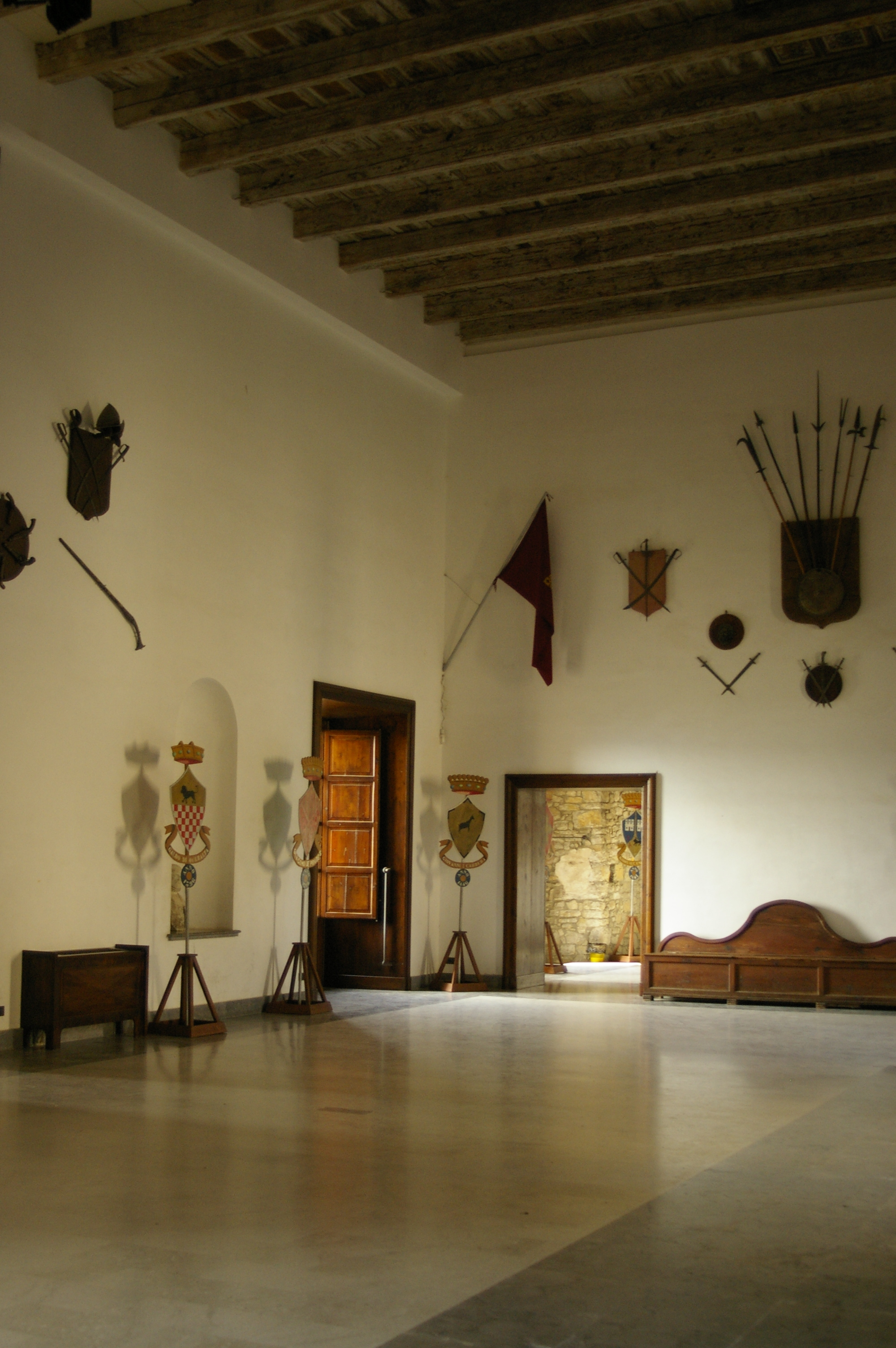
Castello di Caccamo, Sala della Congiura.

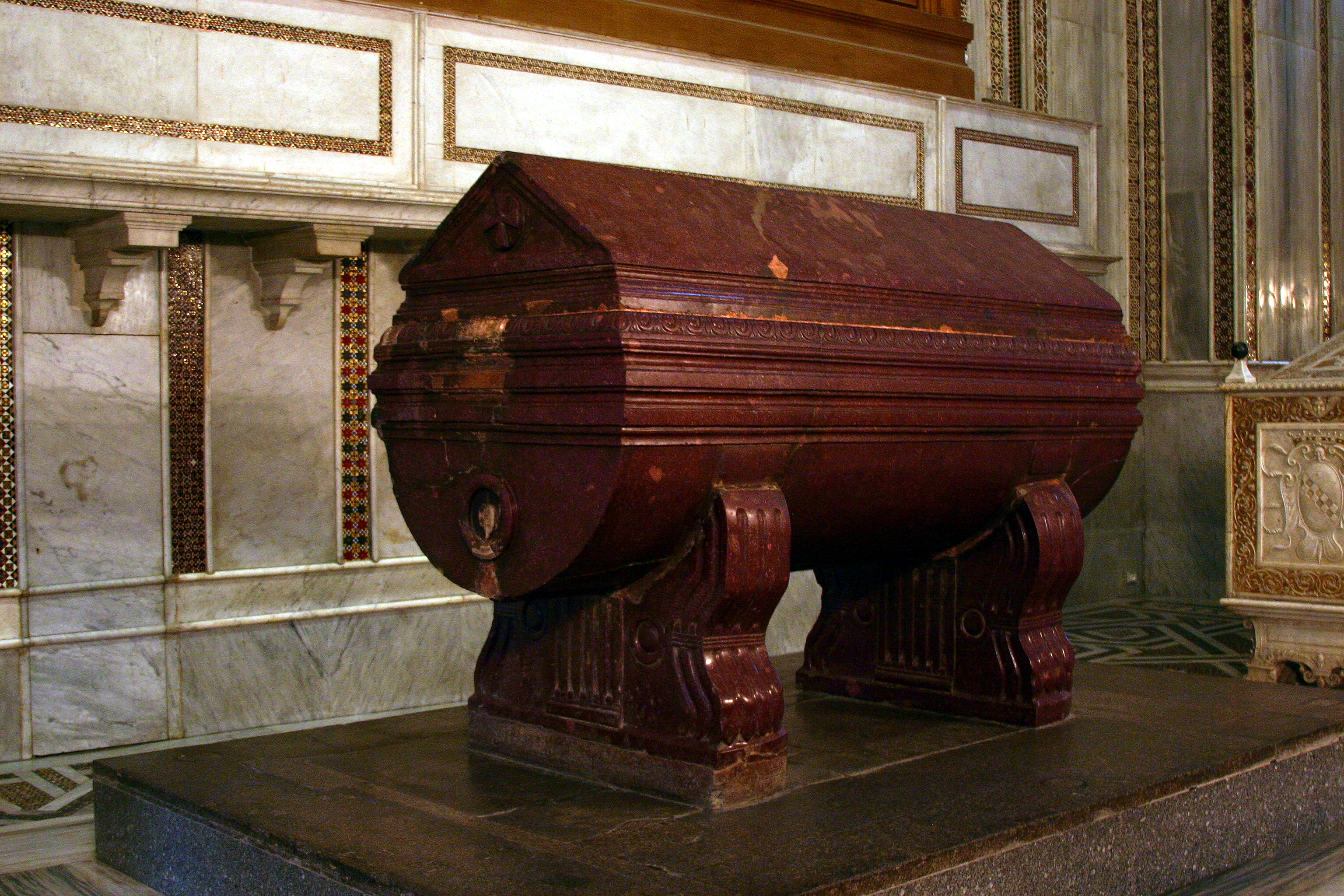
Sarcofago di Guglielmo, Duomo di Monreale.

Il rapporto tra il re Guglielmo ed i nobili feudatari tornò presto a incrinarsi dopo che si sparse la voce che l'ultimo baluardo siciliano in Africa, la città di Mahdia, era stata conquistata dalla dinastia musulmana berbera degli Almohadi (gennaio 1160). La perdita dei territori d'Africa, che rendeva assai più problematici i traffici commerciali nel Mediterraneo, fu imputata all'admiratus del Regno, Maione di Bari, che avrebbe abbandonato la città senza colpo ferire, mentre questi spergiurava che l'ordine gli era stato imposto dal re. Guglielmo fu così costretto a contattare i nobili più scontenti che già minacciavano atteggiamenti di disobbedienza.
La tradizione narra che Matteo Bonello fedele inizialmente alla corte di Palermo fu inviato in Calabria come ambasciatore del re Guglielmo, per cercare una soluzione diplomatica alle controversie con la nobiltà locale. Durante la missione avrebbe cambiato orientamento e voltando le spalle agli Altavilla si sarebbe messo a capo di una rivolta composta dalla nobiltà calabrese e pugliese. Di sicuro Bonello aveva particolarmente in odio l'ammiraglio del regno Maione, i vicari del re e gli emiri di origine araba che a loro volta godevano della piena fiducia del sovrano. Comunque poté godere in Sicilia dell'appoggio anche di diversi baroni, ma soprattutto della benevolenza popolare perché la corte era oramai considerata ostile ed invisa a larghe fasce della popolazione.
Il 10 novembre del 1160 giunse sino a Palermo e nelle strade della capitale siciliana catturò e giustiziò in pubblico Maione di Bari fra il giubilo dei popolani. Una tradizione popolare vuole che Maione fosse stato ucciso davanti al palazzo arcivescovile, dove ancora oggi sul portone d'ingresso si troverebbe infissa l'elsa della spada del Bonello. Il re Guglielmo fu costretto, per placare la rivolta a dichiarare che non avrebbe arrestato Bonello. Ma la resa dei conti era solamente rimandata, poiché, uccidendo l'ammiraglio Maione, il Bonello si era inimicato una parte influente della corte siciliana. Successivamente Bonello si ritirò nel castello di Caccamo (PA) da dove nel marzo del 1161 organizzò una congiura contro lo stesso Guglielmo. Catturato ed imprigionato il sovrano, fu dichiarato decaduto e venne proclamato re il figlio Ruggero, peraltro ancora di minore età. La rivolta tuttavia divenne una sommossa incontrollata, vennero trucidati diversi membri della corte e fu avviata una caccia ai musulmani che, considerati usurpatori, vennero massacrati a decine. I palazzi reali vennero saccheggiati e dati alle fiamme con la distruzione di un cospicuo patrimonio economico ed artistico (fra tutti il planisfero realizzato dal geografo arabo Idrisi per Ruggero II). La congiura prevedeva infine la conquista di Palermo, ma Bonello per motivi oscuri non mosse le proprie truppe. Questo gli costò la perdita del controllo dell'insurrezione e, in seguito ad un tradimento, venne arrestato da re Guglielmo, nel frattempo ritornato sul trono, nel suo stesso castello a Caccamo. La tradizione popolare parla di atroci torture ai danni di Bonello: sarebbe stato sfigurato e rinchiuso sino alla morte nei sotterranei dello stesso castello.

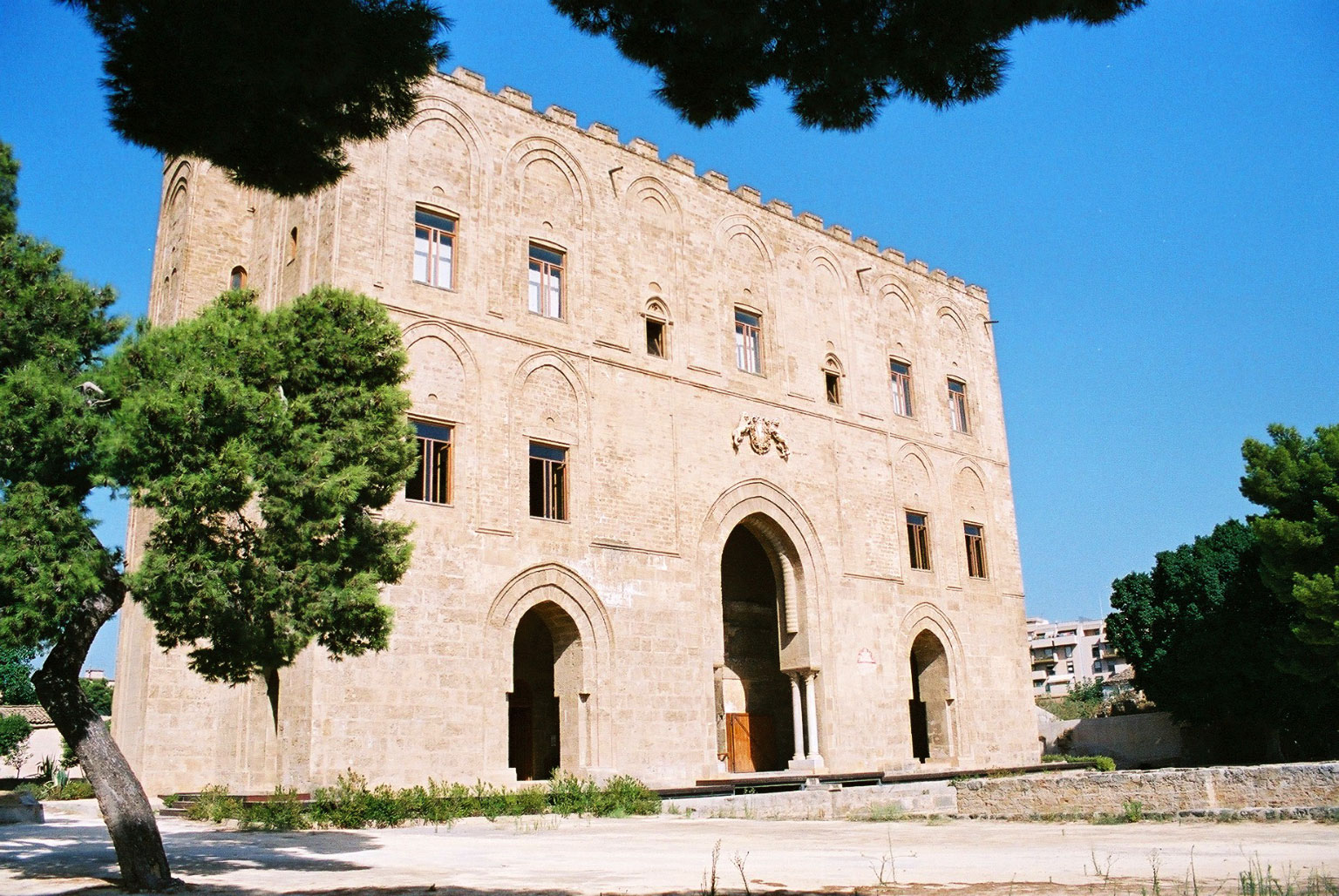
La Zisa (Palermo)

Fallita la rivolta popolare a Palermo, alcuni degli sconfitti si erano rifugiati nei territori aleramici dell'isola (Butera, Piazza Armerina); Ruggero Sclavo, appena nominato conte di Butera, alleatosi con Tancredi, conte di Lecce e futuro re di Sicilia, scagliò i suoi uomini contro i saraceni: saccheggiarono il territorio e fecero un massacro della popolazione araba. Il re rispose mettendo insieme un esercito di Saraceni e si diresse verso Piazza Armerina e Butera, che conquistò e rase al suolo; i rivoltosi si arresero (estate 1161). Guglielmo I lasciò salva la vita a Tancredi e a Ruggero, ma li confinò fuori dal Regno: Tancredi riparò a Bisanzio, Ruggero forse si recò in Terra santa.
Del suo regno si può ancora oggi ammirare la splendida costruzione de la Zisa (dall'arabo al-ʿAzīza, ovvero "la splendida") sorge fuori quelle che erano le mura della città di Palermo, all'interno del parco reale normanno, il Genoardo (dall'arabo Jannat al-arḍ ovvero "giardino" o "paradiso della terra"), che si estendeva con splendidi padiglioni, rigogliosi giardini e bacini d'acqua da Altofonte fino alle mura del palazzo reale (completata da Guglielmo II).

Guglielmo I morì il 7 maggio 1166 e fu sepolto nella cripta della Cappella Palatina del Castello Soprano o Palazzo Reale di Palermo. Nel 1182 Guglielmo II, suo figlio, traslò la salma in un mausoleo all'interno del Duomo di Monreale. 

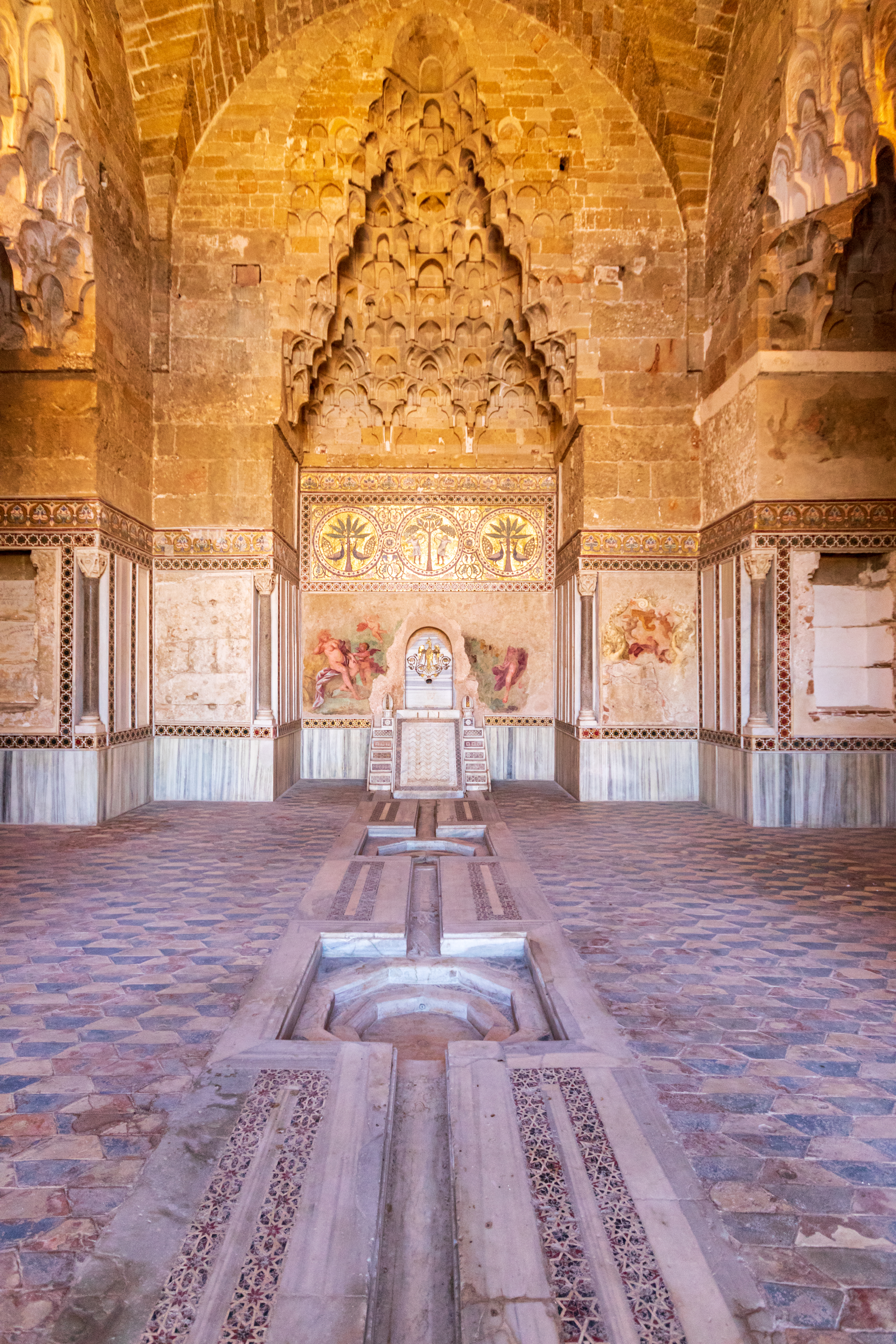
La Zisa internamente.

## Discendenza
Guglielmo sposò Margherita di Navarra, figlia di Garcia IV Ramirez di Navarra, che gli diede quattro figli:
- Ruggero (1152 - 9 marzo 1161), IV duca di Puglia;
- Guglielmo II di Sicilia (dicembre 1153 - 1189), anche detto il Buono e suo successore al Regno di Sicilia;
- Roberto (1154 - ca.1160), III principe di Capua;
- Enrico (1158 - 1172), principe di Capua.

## Ascendenza
|                            |                      |                              | Genitori                   |  |  | Nonni |  |  | Bisnonni             |  |  | Trisnonni |  |
|                            |                      |                              |                            |  |  |       |  |  | Tancredi d'Altavilla |  |  | …         |  |
|                            |                      |                              |                            |  |  |       |  |  | Tancredi d'Altavilla |  |  | …         |  |
|                            |                      | …                            |                            |  |  |       |  |  | Tancredi d'Altavilla |  |  |           |  |
| Ruggero I di Sicilia       |                      |                              |                            |  |  |       |  |  | Tancredi d'Altavilla |  |  |           |  |
|                            |                      | Fresenda                     | Riccardo I di Normandia    |  |  |       |  |  |                      |  |  |           |  |
|                            |                      | Fresenda                     | Riccardo I di Normandia    |  |  |       |  |  |                      |  |  |           |  |
|                            |                      | Fresenda                     | …                          |  |  |       |  |  |                      |  |  |           |  |
| Ruggero II di Sicilia      |                      | Fresenda                     |                            |  |  |       |  |  |                      |  |  |           |  |
|                            |                      | Manfredo Incisa del Vasto    | Teuto di Savona            |  |  |       |  |  |                      |  |  |           |  |
|                            |                      | Manfredo Incisa del Vasto    | Teuto di Savona            |  |  |       |  |  |                      |  |  |           |  |
|                            |                      | Manfredo Incisa del Vasto    | Berta di Torino            |  |  |       |  |  |                      |  |  |           |  |
| Adelasia del Vasto         |                      | Manfredo Incisa del Vasto    |                            |  |  |       |  |  |                      |  |  |           |  |
|                            |                      | …                            | …                          |  |  |       |  |  |                      |  |  |           |  |
|                            |                      | …                            | …                          |  |  |       |  |  |                      |  |  |           |  |
|                            |                      | …                            | …                          |  |  |       |  |  |                      |  |  |           |  |
| Guglielmo I di Sicilia     |                      | …                            |                            |  |  |       |  |  |                      |  |  |           |  |
|                            | Ferdinando I di León | Sancho III Garcés di Navarra |                            |  |  |       |  |  |                      |  |  |           |  |
|                            | Ferdinando I di León | Sancho III Garcés di Navarra |                            |  |  |       |  |  |                      |  |  |           |  |
|                            | Ferdinando I di León | Jimena Fernández             |                            |  |  |       |  |  |                      |  |  |           |  |
| Alfonso VI di León         | Ferdinando I di León |                              |                            |  |  |       |  |  |                      |  |  |           |  |
|                            |                      | Sancha I di León             | Alfonso V di León          |  |  |       |  |  |                      |  |  |           |  |
|                            |                      | Sancha I di León             | Alfonso V di León          |  |  |       |  |  |                      |  |  |           |  |
|                            |                      | Sancha I di León             | Elvira Garcés di Castiglia |  |  |       |  |  |                      |  |  |           |  |
| Elvira di Castiglia        |                      | Sancha I di León             |                            |  |  |       |  |  |                      |  |  |           |  |
|                            |                      | Ahmed I di Denia             | …                          |  |  |       |  |  |                      |  |  |           |  |
|                            |                      | Ahmed I di Denia             | …                          |  |  |       |  |  |                      |  |  |           |  |
|                            |                      | Ahmed I di Denia             | …                          |  |  |       |  |  |                      |  |  |           |  |
| Zaida Isabella di Siviglia |                      | Ahmed I di Denia             |                            |  |  |       |  |  |                      |  |  |           |  |
|                            |                      | …                            | …                          |  |  |       |  |  |                      |  |  |           |  |
|                            |                      | …                            | …                          |  |  |       |  |  |                      |  |  |           |  |
|                            |                      | …                            | …                          |  |  |       |  |  |                      |  |  |           |  |
|                            |                      | …                            |                            |  |  |       |  |  |                      |  |  |           |  |